# 長野県道251号上飯田線
長野県道251号上飯田線（ながのけんどう251ごう かみいいだせん）は、長野県飯田市を走る一般県道。

## 概要
延長30.1km。途中に阿島橋を通過する。路線名は飯田市内の上飯田地区（旧・下伊那郡上飯田村）とは関係なく、旧・下伊那郡上村（現・飯田市上村地域）と飯田市を結ぶことによるものである。1968年（昭和43年）の開通以来、伊那山地を赤石隧道で貫通し遠山郷と伊那谷を直結する重要な道路として利用されてきたが、1994年（平成6年）により高規格な矢筈トンネルが開通したことによりメインルートとしての役割を失った。冬季には赤石隧道を含めた伊那山地付近の区間が通行止めとなる。
前身は森林開発公団によって建設された「赤石林道」で、1982年（昭和57年）に県道となった。

### 路線データ
- 起点：飯田市上村（国道256号交点）[1]
- 終点：飯田市座光寺（飯田線元善光寺駅）

## 歴史
旧・上村を中心とする遠山郷と飯田市中心部のある伊那谷との間には伊那山地が存在し、伊那山地を横断して両者を結ぶ交通路は小川路峠を越える秋葉街道の脇道のみであった。1572年（元亀3年）の遠江・三河侵攻時に武田信玄が通過するなど小川路峠越えの道は古来より重要な交通路として利用されてきたが、徒歩や馬での通過がやっとの険しい山道であることから近代の大量輸送を支えるだけの能力は持っていなかった。そこで、山越えの必要がなく自動車の通行も可能な平岡経由（遠山川に沿って伊那山地を南へ大きく迂回する経路）が次第に遠山郷と伊那谷との間のメインルートとなっていった。しかし、平岡経由のルートは山越えが解消されるとはいえ上村と飯田市中心部を結ぶ経路としては遠回りであり、伊那山地を横断して直線的に飯田市中心部へ向かう道路の整備が求められていた。この道路は森林開発公団の手で林道として建設されることとなり、1968年（昭和43年）に「赤石林道」として開通する。赤石林道は伊那山地を赤石隧道で貫通し、自動車通行が可能な道路で遠山郷と伊那谷が直結されたが、1972年（昭和47年）1月には自動車の転落による死亡事故が発生する（事故現場の道路脇には犠牲者を供養する地蔵が置かれている）など道路状況はなお厳しかった。1982年（昭和57年）に赤石林道は長野県に移管されて長野県道251号となり、1994年（平成6年）に矢筈トンネルが開通するまでは遠山郷と伊那谷を結ぶメインルートとして、その後は矢筈トンネルを経由する国道474号の代替路として機能している。

## 交差する道路
- 国道256号
- 三遠南信自動車道 矢筈トンネル
- 長野県道18号伊那生田飯田線
- 国道153号
- 長野県道229号市場桜町線